# Pendé (Fluss)
Der Pendé (auch Logone Oriental oder Logone Ost) ist ein Fluss in Zentralafrika.

## Verlauf
Er ist der rechter Quellfluss des Logone. Der Fluss hat seine Quelle in der Präfektur Ouham-Pendé in der Zentralafrikanischen Republik. Der Pendé bildet auf einer Länge von etwa 40 km die Grenze zwischen den beiden Staaten. Er vereinigt sich etwa 70 km südlich von Laï mit dem Logone Occidental (Mbéré) zum Logone.

## Hydrometrie
Die Durchflussmenge des Flusses wurde 28 Jahre lang (1947–1975) in Doba, etwa 70 km oberhalb der Mündung in den Logone gemessen.
Die in Doba beobachtete mittlere jährliche Durchflussmenge betrug in diesem Zeitraum 128 m³/s gespeist durch eine Fläche von ca. 14.300 km², einem Großteil des Einzugsgebiets des Flusses.
- Diagrammdaten:
- Definition |
- Rohdaten |
- Hilfe